# Malouma
Malouma Mint El Meidah (Arabisch: المعلومة منت الميداح, of eenvoudiger Maalouma of Malouma) (Mederdra, 1 oktober 1960) is een Mauritaans zangeres, singer-songwriter en politicus.

## Vroegere jaren
Malouma Mint Moktar Ould Meidah werd op 1 oktober 1960 geboren in Mederdra in de Trarzaregio in het zuidwesten van Mauritanië, net voordat het land onafhankelijk werd van Frankrijk. Ze groeide op in een familie van griots in Charatt, een klein woestijndorp ten zuiden van Mederdra. Haar vader, Mokhtar Ould Meidah, was een zanger, tidinetspeler en dichter terwijl haar grootvader, Mohamed Yahya Ould Boubane, werd herinnerd als een getalenteerd schrijver en tidinetvirtuoos. Haar moeder kwam ook uit een familie met goedbekende traditionele zangers. Zij leerde haar dochter op zesjarige leeftijd de ardin te bespelen, een tiensnarige harp die traditioneel door vrouwen bespeeld wordt. Malouma ging vanaf 1965 naar de lagere school van Mederdra en studeerde in 1974 af als onderwijzeres lager onderwijs in Rosso. Maar volgens de tradities in haar land is het de Meidahfamilie verplicht het beroep van hun voorouders voort te zetten zodat ze haar aspiraties om les te geven moest opgeven. Leden van haar kaste zijn ook verplicht te huwen met leden uit dezelfde kaste. Ze leerde de traditionele snaarinstrumenten voor vrouwen te bespelen en ze werd door haar vader onderwezen in traditionele Mauritaanse muziek en die hield van een eclectische muziekmix. Als resultaat daarvan groeide ze op luisterend naar muziek van Beethoven, Chopin, Mozart, Vivaldi en Wagner, zowel als traditionele Berbermuziek, Egyptische en Libanese muziek en Senegalese artiesten. Ze ging regelmatig mee met haar ouders als ze Griotliederen brachten.
Malouma begon als kind te zingen en trad een eerste keer op toen ze twaalf was en gaf al soloconcerten op vijftienjarige leeftijd. Buiten de begeleiding van haar vader werd ze ook geïnspireerd door andere traditionele artiesten zoals Oum Kalthoum, Abdel Halim Hafez, Fairuz, Dimi en Sabah. Toen ze ouder werd, kreeg ze interesse voor de bluesmuziek dat volgens haar sterk aanleunde bij de traditionele muziek die ze kende. Malouma schreef haar eerste lied "Habibi Habeytou" (Mijn liefste, ik hield van hem) toen ze zestien was. Het was een protestlied tegen de traditie dat mannen hun vrouw het huis uitzetten om een jongere vrouw in huis te nemen. Het bracht haar meteen roem op maar ook de terugslag van de gevestigde moslimgemeenschap die haar fysiek aanviel. Kort nadat ze het lied uitgebracht had, verhuisde de familie naar Nouakchott om te helpen haar muziekcarrière op te starten. Maar in de sterk traditioneel gerichte maatschappij werd Malouma verplicht te huwen zodat ze pas opnieuw kon beginnen zingen einde jaren 1980. Ze werd later door haar vader beschuldigd zijn reputatie geruïneerd te hebben. Door haar kritische liederen en door tweemaal te scheiden had ze haar familie ten schande gemaakt. Haar eerste man was haar opgedrongen en door haar tweede man, afkomstig uit een nobele familie, kon ze niet verder aan haar zangcarrière werken. Na het horen van haar liederen gaf haar vader als commentaar: "Je hebt iets nieuws gemaakt en ik vind het ontroerend. Helaas zal ik niet lang genoeg leven om je te kunnen beschermen".

## Muzikale carrière

### Achtergrond

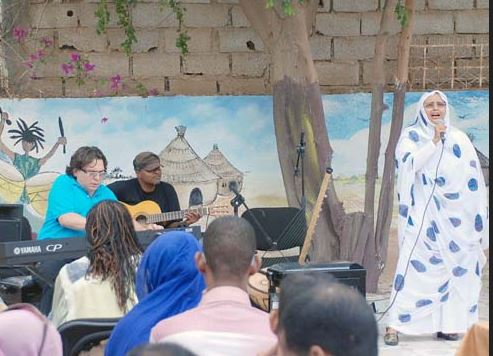
Mike Del Ferro en Malouma bij een optreden voor studenten van de Universiteit Nouakchott, in de ambassade van de VS

Maloumi’s eerste belangrijke optreden kwam er in 1986 waarbij ze in haar eigen stijl de traditionele muziek combineerde met blues, jazz en electro. Haar eerste liederen "Habibi habeytou", "Cyam ezzaman tijri" en "Awdhu billah" die openlijk gingen over liefde, het huwelijksleven en de ongelijkheid tussen mannen en vrouwen, contrasteerde sterk met wat er in haar land van herkomst aanvaardbaar werd geacht. Toch had Malouma een sterke aantrekkingskracht, vooral populair bij jonge vrouwen. Malouma ontwikkelde zorgvuldig haar stijl, een mix van traditionele thema's met het rijke repertoire en instrumenten van de moderne popmuziek. Meestal waren haar composities gebaseerd op de tradities van de klassieke Arabische dichters zoals Al-Mutanabbi en Antarah ibn Shaddad wiens verzen handelden over politieke kritiek, persoonlijke opoffering en ondersteuning voor de zwakken en onderdrukten. Ze ging ook verder op traditionele Mauritaanse thema's, met de modernisering van zowel de teksten als de muzikale uitvoering. Vanaf het begin zong Malouma in verschillende talen, Arabisch, Hassaniya, Frans en Wolof. Door in meerdere talen te zingen, trachtte ze een breder publiek te bereiken. Als snel begon ze op televisie op te treden, samen met haar zuster Emienh en haar broer Arafat. Haar stijl werd als controversieel gezien, zeker na de release van haar lied "Habibi Habeytou" en haar optreden in 1988 op het Internationaal festival van Carthage in Tunis waar ze zong over maatschappelijke vraagstukken zoals armoede, ongelijkheid en ziekte, wat over het algemeen niet acceptabel was in Mauritanië Haar deelname in Carthage leidde tot uitzendingen op verscheidene Arabische satellietzenders en gaf haar grotere bekendheid. Malouma werd landelijk bekend en een populair artiest tot ze in 1991 een nummer bracht over de vrijheid van meningsuiting. Ze werd eerst gecensureerd voor het schrijven van songs die de rechten van de vrouwen promootten en de apartheid in haar land bekritiseerde en later werd ze verbannen van televisie en radio, verboden om concerten te geven en werd ze zelfs een vast adres geweigerd. Ze trad nergens meer op tot in de late jaren 1990, toen ze begon op te treden in andere Afrikaanse landen, Europa en de Verenigde Staten. Terwijl ze steeds populairder werd onder de bevolking, werd Malouma vervolgd door zowel de morele autoriteiten als de autoritaire regeringen en haar muziek volledig verboden tot 2003. Toen deden 10.000 mensen met succes een beroep op president Ould Taya om te stoppen met haar te censureren. Sommige beperking bleven geldig tot het einde van het Ould Taya-regime in 2005. De traditionele griots zingen liederen vol lof maar Malaouma gebruikt haar liederen om zich uit te spreken tegen kindhuwelijken, raciale en etnische discriminatie, slavernij en andere tweedracht zaaiende problemen waarmee haar land dat een kruising is tussen de Arabische wereld en Afrika, mee te kampen heeft. Ze zong ook over analfabetisme, aids en de ondersteuning van vaccinaties van kinderen.

### Albums en bands
Malouma’s debuutalbum Desert of Eden werd in 1998 uitgegeven door Shanachie Records. Toen het werd uitgebracht was Malouma niet tevreden met de productie omdat de traditionele elementen te weinig uitkwamen wat resulteerde in "gewone elektronische pop" maar het album kreeg positieve kritieken in het Amerikaanse magazine JazzTimes. Begin jaren 2000 begonnen ze samen te werken met de muziekgroep the Sahel Hawl Blues bestaande uit tien Mauritaanse muzikanten van verschillende etnische afkomst (Moors, Fulbe, Toucouleur, Soninke, Wolof en Haratin) waaruit haar verlangen blijkt om raciale verschillen te overwinnen. Op deze manier kon ze ook haar muziek uitbreiden met traditionele snaarinstrumenten van de Moren en de darboeka, bendir en djembé. Geleid door Hadradmy Ould Meidah wilde de groep de traditionele muziek moderniseren om zo een wijder publiek aan te trekken. De groep toerde met Malouma in 2004 en 2005 en werkte samen voor haar tweede album Dunya dat in 2003 uitgebracht werd door Marabi Records. Het album bevatte 12 songs waarbij die harpen, luiten en huiddrums vermengd werden met elektrische gitaar en bas, en waarbij de traditionele genres zoals serbat, meestal gericht op een enkel akkoord in mineur, gemixt werd met jazz.
Malouma’s derde album Nour (Licht), werd op 8 maart 2007 uitgebracht in Frankrijk ter gelegenheid van Internationale Vrouwendag. Geproduceerd door Marabi/Harmonia Mundi, werd het album gekenmerkt door een brede mix van muziek van slaapliedjes tot dansmuziek. De zang van Malouma werd ondersteund door een groep van vijftien studiomuzikanten op een verscheidenheid van elektronische en traditionele instrumenten. De beoordelingen waren gemengd maar de cd behaalde wel de veertiende plaats op de World Music Charts Europe in september 2007. Na een muziekpauze om zich te focussen op haar politieke carrière, blies ze haar muziekcarrière nieuw leven in op 5 oktober 2014. Gekleed in een blauwe toga presenteerde ze haar nieuwe album Knou tijdens een speciaal evenement. Het was haar eerste verschijning  op podium sinds haar verkiezing zeven jaar eerder. Ze koos voor de naam "Knou", dat is een dans meestal uitgevoerd door vrouwen in het westen van Mauritanië. Het album is gericht op de traditionele dansmelodieën maar overbrugt generaties door het toevoegen van een moderne draai zodat jazz, rock en reggaeritmes verweven worden in de traditionele liederen. Het album werd goed ontvangen.

### Muziekfestivals
Optredens op muziekfestivals maakten een groot deel uit van Malouma’s carrière. Haar eerste optreden op een internationaal festival was in 1988 in Carthago, Tunis en haar optreden was heel succesvol. Maloumi keerde terug op het podium in augustus 2003 op het Festival des Musiques Métisses in Angoulême in Frankrijk, waarbij ze traditionele Moorse muziek in een modern jasje bracht in liederen uit haar album Dunya. Ze werd geselecteerd als "artiste de l'année" (artiest van het jaar) en kreeg de bijnaam "Diva des Sables" (diva van het zand). In hetzelfde jaar trad ze op bij de World Music Expo in Sevilla in Spanje, waar ze door de jury werd gekozen als featured performer. Een van de hoogtepunten op het Festival des Musiques Métisses in Angoulême was haar nostalgische versie van  "Mreïmida". Het nummer bleek even populair te zijn in Mauritanië op het festival van nomadenmuziek in Nouakchott. Ze werd er uiteindelijk toegelaten om deel te nemen nadat haar verbod was opgeheven. Ze trad er samen op met een andere vrouwelijke Mauritaanse ster, Dimi Mint Abba en werd vergezeld door de Franse pianist Jean-Philippe Rykiel op synthesizer.
Malouma reisde in 2005 rond in de Verenigde Staten, in Ann Arbor (Michigan), Chicago (Illinois), Boston, Cambridge (Massachusetts), Lafayette (Louisiana) (voor het Festival International de Louisiane) om te eindigen in New York. Twee jaar later nam Malouma deel aan het 32e Paléo Festival in Nyon in Zwitserland, dat gericht was op muzikanten uit Noord-Afrika. Zij trad ook op in de editie in 2010 van het Førde International Folk Music Festival, gehouden in Førde, Noorwegen in het kader van het thema "vrijheid en onderdrukking". Op het Festival International des Arts de l'Ahaggar in Abalessa, Algerije in 2012 werd ze gekozen als een van de drie artiesten voor de grote finale waarbij ze lof ontving voor haar balans tussen muziek en zang, de composities en de twee backing vocalisten. Haar optreden in 2013 op het World of Music, Arts and Dance Festival (WOMAD) in Wiltshire, Engeland omvatte een "Taste The World"-evenement waar artiesten niet alleen zongen, maar ook een gerecht bereidden uit hun land. Malouma’s murtabak (met lamsvlees gevulde pannenkoeken) was een hoogtepunt waarbij het publiek de muzikanten persoonlijk kon ontmoeten. Haar optreden zorgde voor veel lof over haar combinatie van moderne muziek. Maloumi nam in 2014 zowel deel aan de vergadering over de Kunsten van de Arabische wereld, een festival in Montpellier als Le festival Rhizomes in Parijs.

## Politiek
Malouma, officieel Malouma Meidah, werd voor het eerst politiek actief als lid van de oppositiepartij in 1992, die zich uitsprak tegen de dictaturen en ten gunste van democratisering. In 2007 werd ze tijdens wat beschouwd wordt als de eerste vrij gehouden en eerlijke verkiezingen in Mauritanië, verkozen tot de Senaat als een van de zes vrouwelijke senatoren in een wetgevende macht bestaande uit 56 leden. Ze was de eerste persoon uit de muzikale iggawen-kaste die in de politiek ging. Kort nadat ze was verkozen had in 2008 een staatsgreep plaats en werd het eerste democratisch gekozen staatshoofd, Sidi Mohamed Ould Cheikh Abdallahi afgezet. Omdat Malouma in haar liederen kritiek op de staatsgreep gegeven had, werd ze gearresteerd en meer dan duizend cassettes en cd's van haar opnames werden in beslag genomen. Na de coup liet de leider Mohamed Ould Abdel Aziz, nieuwe verkiezingen houden. Hij werd verkozen tot president in juli 2009 en bij de verkiezingen voor de Senaat werden een derde van de leden herverkozen. De parlementaire oppositiegroep, genaamd "Ech-Choura", waarvan Malouma lid was, leverden de eerste secretaris en hadden 12 van de 56 leden van de Senaat na de verkiezing van 2009. Malouma was actief in de parlementaire groep voor het milieu en als tweede secretaris van de commissie buitenlandse zaken, defensie en strijdkrachten. Malouma kondigde in april 2014 aan dat zij niet langer kon doorgaan met haar politieke strijd voor democratie, hoewel ze culturele en ecologische doelen zou blijven ondersteunen. De teksten op haar album Knou blijven gericht op haar favoriete politieke thema’s: gelijkheid en rechten voor iedereen, de plaats van vrouwen in de samenleving en het onderwijs voor jongeren, maar ook bescherming van het milieu. Verwijzend naar haar politieke rol als senator voor de oppositiepartij Regroupement des Forces Démocratiques merkte ze in augustus 2014 op: "Ik gebruik mijn aanwezigheid en de spreektijd in de Kamer om het effect van mijn teksten en mijn liedjes uit te breiden. Wanneer ik ministers of belangrijke persoonlijkheden ontmoet, vertel ik hen wat de mensen van hen verwachten." Ze blijft zich in haar liederen ook nog steeds uitspreken over zaken zoals Palestina en de oorlog in Irak. Op een persconferentie op 16 december 2014 kondigde Malouma dat ze de oppositiepartij verliet en toetrad tot de regerende partij, de Union pour la République, op grond van het feit dat ze beter kon deelnemen aan de opbouw van Mauritanië door zich achter het beleid van de huidige leider Aziz te scharen.

## Milieu en cultuur
Naast haar werk voor haar muzikale carrière en haar politieke activiteiten is Malouma ook betrokken bij zowel de bescherming van het milieu als met projecten voor het behoud van de cultuur in haar land.

### Milieuactivisme
Malouma Mediah was betrokken bij een project in 2009 om 9000 families uit de sloppenwijken te verhuizen uit de buitenwijken van de stad naar de binnenstedelijke buurten. Ze drong erop aan dat wegens gezondheidsredenen er eerst verbeteringen zouden moeten worden gedaan aan de infrastructuur. In augustus 2011 werd ze door de International Union for Conservation of Nature and Natural Resources (IUCN) aangeduid als Goodwill Ambassador voor Centraal- en West-Afrika. Deze positie verplichtte haar om het bewustzijn voor de milieuproblemen te verhogen met het oog op de invoering van duurzame oplossingen. Bij haar benoeming merkte ze op: "... Ik ben blij met het vertrouwen dat de IUCN in mij heeft gelegd. Ik ben zeer vereerd en ik zal mijn best doen om deze grote verantwoordelijkheid te vervullen". In september 2012 trad ze op tijdens een concert ter gelegenheid van het IUCN World Conservation Congress 2012, gehouden op het eiland Jeju in Zuid-Korea.

### Cultureel behoud
Door het Mauritaans kastenstelsel wordt de ontwikkeling van traditionele muziek in Mauritanië enkel ondersteund door een paar families. Het voortbestaan wordt bedreigd door de gesloten cultuur waarin er beperkte mogelijkheden zijn voor ondersteuning. Aangezien sommige families geen middelen voor het behoud van hun muziek hebben of het opnemen ervan, worden hun creaties vaak vergeten als gevolg van het ontbreken van familieleden die geïnteresseerd zijn in het voortzetten van de tradities. De situatie wordt verergerd door de regels die verbieden om steun van buiten de familie te vragen. Bezorgd dat de muzikale tradities van het land zouden verdwijnen, drong Malouma in 2006 er bij de regering op aan om een school te creëren om de muziekerfgoed van het land te behouden en zelfs met de invoering van een maatregel aan het Parlement. In 2011 richtte ze de Fondation Malouma op ter ondersteuning van het behoud van het nationale muzikale erfgoed. De stichting is gericht op de bescherming en het behoud van de Arabische, Afrikaanse en Berber-roots van de muziek in Mauritanië en het verzamelen en opslaan van muziek uit het hele land, zowel voor behoud als om beschikbaar te stellen voor andere doeleinden, met inbegrip van het onderwijs. Wegens haar vrees dat de Moorse muziektradities van haar land werden vervangen door de Malinese en Marokkaanse muziek die de voorkeur van de jongere mensen had, startte ze het Mauritaans muziekfestival op. Toen ze in 2007 Nour produceerde, begon Malouma samen te werken met de schilder Sidi Yahia om de nummers in het album om te zetten in visuele beelden. Deze samenwerking leverde elf schilderijen op. Malouma en Yahia organiseerden culturele discussies over hun werk met de titel "Regarder la musique, écouter la peinture?" (Kijk naar de muziek, luister naar het schilderij?) In 2013 was er een maand lang de tentoonstelling van de schilderijen en de muziek die er door werd geïnspireerd in een galerie in Nouakchott. In 2015, na het ontvangen van een subsidie uit de Arabisch Cultuurfonds, overtuigde Malouma muzikanten om samen te werken met kunstenaars bij het opnemen van hun muziek. Het project was gericht op het verzamelen van muziek van zes artiesten en het produceren van een album van hun werken. Malouma blijft aandringen voor de oprichting van een muziekschool waar de taboes over familiebeperkingen met betrekking tot de muzikale erfenis zouden moeten overwonnen worden.

## Onderscheidingen en erkenning

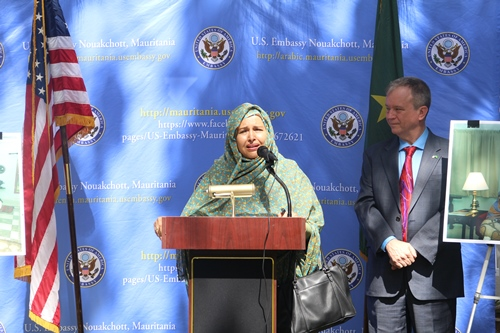
Malouma Meidah ontvangt in 2015 de Mauritanian Woman of Courage award

Malouma werd in 2003 geselecteerd door de jury als een van de World Music Expo (Womex) showcase-artiesten en twee jaar later werd ze geselecteerd door BBC-musicoloog Charlie Gillett voor zijn compilatiealbum 2005 Favorite Sounds of the World. In datzelfde jaar maakte N'Diaye Cheikh, een Mauritaans filmmaker, een documentaire over haar, getiteld Malouma, diva des sables met Mosaic Films, die de prijs voor beste documentaire won op het Festival international du film de quartier ( FIFQ) in Dakar, Senegal. In 2008 werd ze genomineerd voor de BBC Radio 3 Awards for World Music voor het Midden-Oosten en Noord-Afrika. De vereniging van griot-artiesten in Mauritanië noemden haar de "eerste echte componist van Mauritanië".
Malouma werd in 2013 geridderd in het Ordre national de la Légion d'honneur, de hoogste en belangrijkste Franse nationale onderscheiding; door de Franse ambassadeur Hervé Besancenot, namens president Nicolas Sarkozy. Op 20 januari 2015 werd Malouma, Mauritaans "zanger van het volk en senator", geëerd door de Amerikaanse ambassadeur Larry André tijdens een lunch bijgewoond door belangrijke leiders, vooral vrouwen uit de nationale civiele samenleving. Malouma werd bekroond met de Mauritanian Woman of Courage Award. De ambassadeur prees haar voor "uitzonderlijke moed en leiderschap op het gebied van de mensenrechten, vrouwen, gendergelijkheid en harmonie tussen de culturele tradities van Mauritanië".

## Discografie
- 1998: Desert of Eden (album), een mix van West-Afrikaanse en Arabisch-Berberse muziek.
- 2003: Dunya (12-trackalbum), een mix van blues, rock, en traditionele melodieën van zuidelijk Mauritanië en Indo-Pakistani, allemaal gezongen in Hassaniya.
- 2007: Nour (12-trackalbum), een collectie van dance-beats met elektrische gitaren maar zonder de traditionele Moorse instrumenten.
- 2008: Malouma kreeg onderscheidingen voor haar bluessong "Yarab" op het album Desert Blues 3 - Entre Dunes Et Savanes
- 2009: Malouma was componist en zangeres van twee nummers "Missy Nouakchott" en "Sable Émouvant" op het album Ping Kong van DuOud
- 2014: Knou (album), een collectie van ethno-poptunes verweven met de traditionele muziekinstrumenten zoals de tidinit en de ardin-harp.